# Cleora cryptogonia
Cleora cryptogonia là một loài bướm đêm trong họ Geometridae.